# Kota Kawano
Kota Kawano (河野 孝汰 Kawano Kota?, Yamaguchi, 12 de agosto de 2003) es un futbolista japonés que juega como delantero.

## Trayectoria
En 2019 se unió al Renofa Yamaguchi FC de la J2 League.

## Clubes
| Club                   | País  | Año   |
| ---------------------- | ----- | ----- |
| Renofa Yamaguchi F. C. | Japón | 2019- |